# Torsten Zander
Torsten Zander (* 19. Januar 1964) ist ein ehemaliger deutscher Fußballspieler.

## Karriere
Am 17. August 1986 debütierte Zander in der 58. Minute beim BFC Dynamo II während des Spiels in der zweithöchsten Spielklasse der ehemaligen Deutschen Demokratischen Republik gegen die BSG Schiffahrt/Hafen Rostock. Bis zur Winterpause desselben Jahres brachte er es auf weitere sieben Einsätze für die Reservemannschaft der Berliner in der DDR-Liga. Der damalige Trainer der ersten Mannschaft des BFC Dynamo, Jürgen Bogs, verhalf dem 22-jährigen Torsten Zander am 11. Oktober 1986 zu einem ersten Einsatz im FDGB-Pokal. Zu Beginn der zweiten Halbzeit im Spiel gegen die BSG Motor Eberswalde, wechselte er Zander für Thomas Doll ein. Zander traf in diesem einzigen Spiel für die erste Mannschaft des Rekordmeisters der DDR zum 7:0 Endstand für die Berliner.
 In der Winterpause des Jahres 1986/87 schloss sich Zander Hansa Rostock an, wechselte also ligaintern. In Rostock brachte es Zander während der Rückrunde der Saison auf dreizehn Einsätze, er wurde Meister der DDR-Liga und stieg somit sportlich in die Oberliga auf. Des Weiteren setzte ihn Hansa-Trainer Werner Voigt auch im Viertel- und Halbfinale des Pokals gegen Chemie Leipzig und Stahl Brandenburg ein. In der Folgesaison erhielt Zander ausnahmslos Einsätze in der in die DDR-Liga aufgestiegene Reservemannschaft der Kogge aus Rostock, spielte somit weiterhin zweitklassig, brachte es auf insgesamt 20 Einsätze und stieg am Ende der Spielzeit mit der zweiten Mannschaft der Ostseestädter ab. Zu seinem vierten Einsatz im FDGB-Pokal kam es am 10. September 1988 im Spiel des FC Hansa II gegen die BSG Energie Cottbus.
 Zur Saison 1989/90 folgte ein Vereinswechsel innerhalb der Stadt Rostock zur BSG Schiffahrt/Hafen Rostock.

## Erfolge
- Aufstieg in die DDR-Oberliga: 1987 (mit Hansa Rostock)